# The Evil Empire of Everything
The Evil Empire of Everything è il dodicesimo album del gruppo hip hop statunitense Public Enemy, pubblicato nel 2012. Ottiene 76/100 su Metacritic.
| Recensione           | Giudizio |
| -------------------- | -------- |
| AllMusic             | [ 1 ]    |
| Consequence of Sound | C-       |
| Robert Christgau     | B+       |
| Rolling Stone        | [ 2 ]    |
| Boston Globe         | [ 2 ]    |

## Tracce
1. The Evil Empire of... – 1:52 – DJ Pain 1, Brent Dixon, Chris 'Spanky' Moss
2. Don't Give Up the Fight (featuring Ziggy Marley) – 3:47 – Gary G-Wiz
3. 1 (PEace) – 2:46 – DJ Johnny 'Juice' Rosada
4. 2 (resPEct) (featuring Davy DMX) – 3:09 – Davy DMX, Professor Griff, C-Doc
5. Beyond Trayvon (featuring NME Sun) – 4:29 – Professor Griff, C-Doc
6. ...Everything (featuring Gerald Albright & Sheila Brody) – 4:11 – Gary G-Wiz
7. 31 Flavors – 3:09 – Felony Muzik, Flavor Flav, Professor Griff, C-Doc
8. Riotstarted (featuring Tom Morello & Henry Rollins) – 3:27 – Gary G-Wiz
9. Notice (Know This) – 2:14 – Gary G-Wiz
10. ICEbreaker (featuring The Impossebulls, Kyle Jason, Sekreto, & True Mathematics) – 7:14 – C-Doc
11. Fame – 4:49 – Chuckie Madness, Flavor Flav, Professor Griff, C-Doc
12. Broke Diva – 3:12 – Sammy Kin
13. Say It Like It Really Is – 6:23 – DJ Johnny 'Juice' Rosada, Professor Griff, C-Doc